# 八千代市立八千代台東小学校
八千代市立八千代台東小学校（やちよしりつ やちよだいひがししょうがっこう）は、千葉県八千代市に存在する公立小学校。1965年（昭和40年）に創立。2012年（平成24年）4月、八千代台東第二小学校と統合し、新たに八千代台東小学校として発足した。

## 校長
- 初代：白井忠助（1965年 - 1971年）
- 2代目：林繁雄（1971年 - 1973年）
- 3代目：坂本宗三郎（1973年 - 1976年）
- 4代目：村田和彦（1977年 - 1978年）
- 5代目：吉岡威男（1979年 - 1982年）
- 6代目：秋元正男（1983年 - 1984年）
- 7代目：越川久治（1985年 - 1986年）
- 8代目：河野繁雄（1987年 - 1989年）
- 9代目：木川茂（1990年 - 1995年）
- 10代目：島弘幸（1996年 -　1996年）
- 11代目：寺館禮二（1997年 - 1997年）
- 12代目：酒井英勝（1998年 - 2002年）
- 13代目：藤森牧男（2003年 - 2005年）
- 14代目：山口和德（2005年 - 2007年）
- 15代目：浅野陽一   (2008年 - 2010年)
- 16代目：高橋忠和   (2011年 - 2012年)
- 18代目  須藤たかゆき

## 学校教育目標
- 「未来を創造する、健康で知性と徳性をそなえた、人間性豊かな児童の育成」